# بوب سوليفان (لاعب كرة قدم أمريكية)
بوب سوليفان (بالإنجليزية: Robert Joseph Sullivan)‏ هو لاعب كرة قدم أمريكية أمريكي، ولد في 1923، وتوفي في 1981.